# Route 1 (Manitoba)
Pour les articles homonymes, voir Route 1.
La route 1 est une route provinciale de la province du Manitoba située dans le sud de la province. Elle est la principale route de la province, faisant partie de la Route transcanadienne. Elle est la seule route traversant l'entièreté de la province d'ouest en est, reliant directement l'Ontario à la Saskatchewan. À l'exception du segment situé dans les limites de Winnipeg, elle est une route à quatre voies séparées par un terre-plein parfois large (s'étendant parfois sur plus de 1 kilomètre), et possède certains des standards autoroutiers, bien qu'elle compte plus souvent des intersections que des échangeurs. À Winnipeg, elle est une route à deux ou quatre voies non séparées, empruntant des rues de la ville. Ses quatorze derniers kilomètres à l'est sont aussi une route à deux voies non séparées avec échangeurs, la reliant avec l'Ontario. La Route transcanadienne du Manitoba relie quatre villes majeures de la province, soit Virden, Brandon, Portage la Prairie et Winnipeg. Elle est une route extrêmement empruntée sur toute sa longueur. À Winnipeg, la route 100 permet aux automobilistes de contourner la ville par le sud en demeurant sur la route transcanadienne. De plus, la route 1 traverse une zone plutôt urbanisée du Manitoba, en étant située dans tout le sud de la province. Elle se situe généralement à une centaine de kilomètres au nord de la frontière canado-américaine, des États du Dakota du Nord et du Minnesota.

## Description du tracé
La route 1 parcourt 490 km (304 mi) dans le sud de la province. Elle traverse quatre villes importantes de la province, soit Virden, Brandon, Portage la Prairie et Winnipeg, la capitale. Elle est une route majeure à quatre voies séparées par un terre-plein sur tout son tracé, sauf dans les limites de Winnipeg[réf. nécessaire].

### Frontière de la Saskatchewan à Brandon
Le terminus ouest de la route 1 au Manitoba est situé à la frontière de la Saskatchewan au sud-est de Fleming (SK). Le numéro de la route est la continuité de celle en Saskatchewan, en Alberta et en Colombie-Britannique. La route se dirige vers le sud-est sur 40 km (25 mi), traversant le comté de Wallace et les villes de Kirkella et d'Elkhorn. Elle croise la route 41 et la route 83, avec laquelle elle forme un multiplex sur 6 km (3,7 mi), entre les kilomètres 35 et 41. Elles passe ensuite au nord de Virden, puis courbe légèrement vers l'est pour 25 km (16 mi), traversant les comtés de Woodworth et de Sifton. Elle passe au nord du lac Oak. Au kilomètre 80, à Griswold, elle croise la route 21 alors qu'elle bifurque vers le nord-est pour 12 km (7 mi), jusqu'à Alexander, où elle tourne vers l'est pour former une ligne droite entre les kilomètres 96 et 104, alors qu'elle traverse le comté de Whitehead. À Kemnay, elle croise la route 1A, alors qu'elle tourne vers le nord-est pour commencer à contourner la région de Brandon.

### Brandon
Après sa jonction avec la 1A à l'ouest de Brandon, elle tourne vers le nord-est pour 8 km (5 mi), en traversant la rivière Little Saskatchewan. À sa jonction avec la route 270, au nord-ouest de la deuxième ville en importance de la province, elle tourne vers l'est pour former une ligne droite pendant 20 km (12 mi). Elle est parallèle à la route 459, puis au kilomètre 120, elle croise la route 10 alors qu'elle passe au nord de la ville. C'est à cette intersection que la route 1A se raccorde à la route 1. Plus à l'est de Brandon, elle croise la route 110, la route de contournement sud-est de Brandon, au kilomètre 130. Les routes 1A et 10 sont les principales routes reliant la route à Brandon,

### Brandon à Portage la Prairie

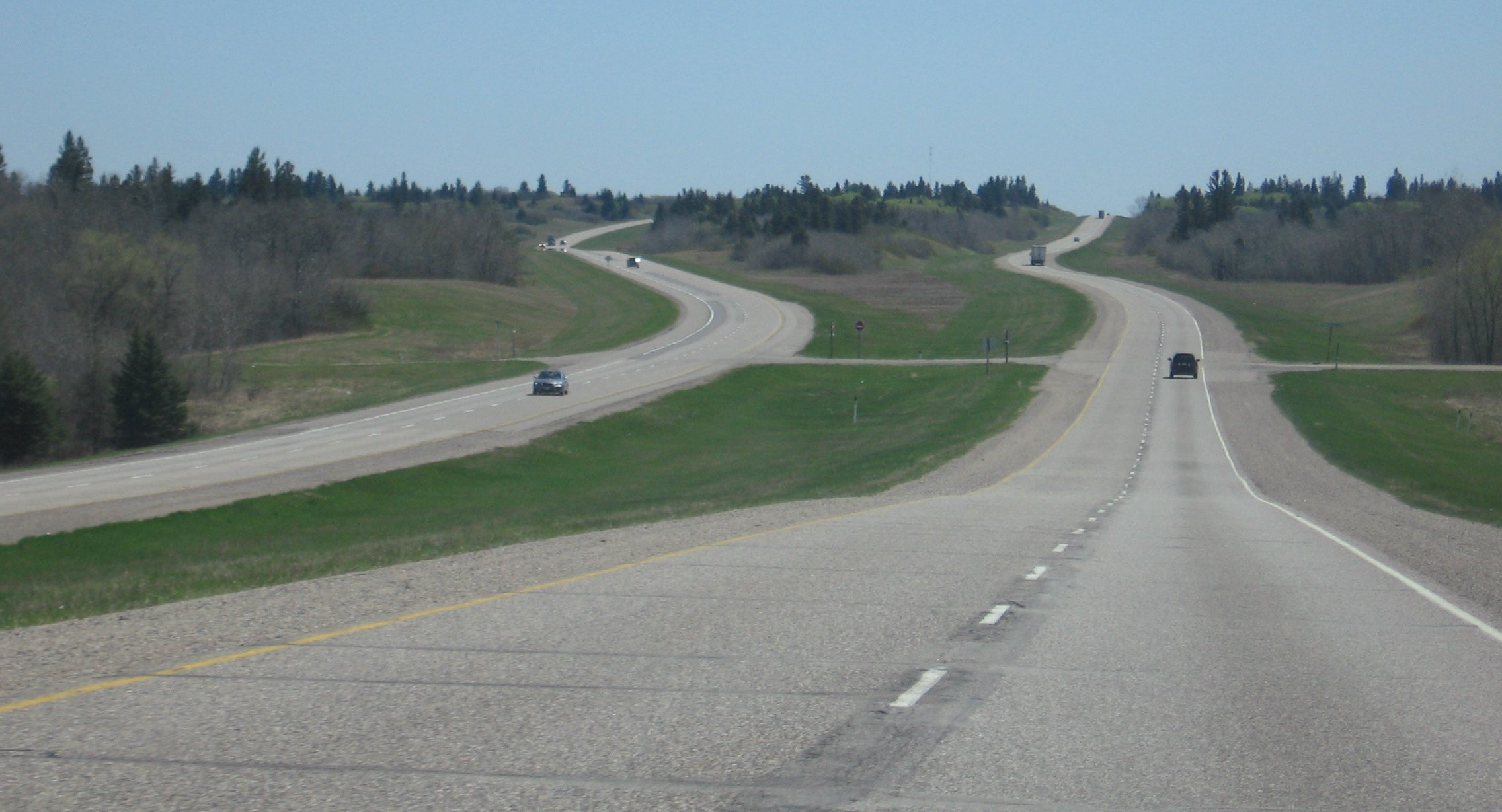
La route 1 entre Carberry et Sidney

Après sa jonction avec la route 110 à l'est de Brandon, elle courbe légèrement vers l'est sur 44 km (27 mi), entre Douglas Station et Sidney. Elle passe au nord de Carberry et croise les routes 351 et 5. Elle passe au sud du Parc provincial Seton au kilomètre 173.
À Sidney, elle tourne vers le nord-est pour 12 km (7 mi), puis croise la route 34 à Austin. Treize kilomètres à l'est, elle passe au nord de MacGregor, puis parcourt un tracé rectiligne de 30 km (19 mi) en longeant deux voies de chemin de fer. Au kilomètre 229, à Burnside, elle croise la route 16, (Route Yellowhead), une branche de la Route transcanadienne. Huit kilomètres plus à l'est, elle croise la route 1A vers le centre de Portage la Prairie, au kilomètre 237,.

### Portage la Prairie
Au kilomètre 237, la route possède un échangeur complet avec la route 1A est, vers le centre de Portage la Prairie. Elle bifurque vers le sud-est pour contourner la ville sur une section autoroutière. Au kilomètre 251, elle recroise la route 1A, via un échangeur partiel, ainsi que la route 26 vers Poplar Point.

### Portage la Prairie à Winnipeg
Après avoir passé par Portage la Prairie, la route se dirige vers l'est sur plus de 45 km (28 mi) en traversant une région plus isolée. Elle croise la route 13 au kilomètre 267. Au kilomètre 304, elle traverse la rivière Assiniboine, puis croise à nouveau la route 26. Elle passe ensuite par Headingley et devient un boulevard urbain.

### Winnipeg

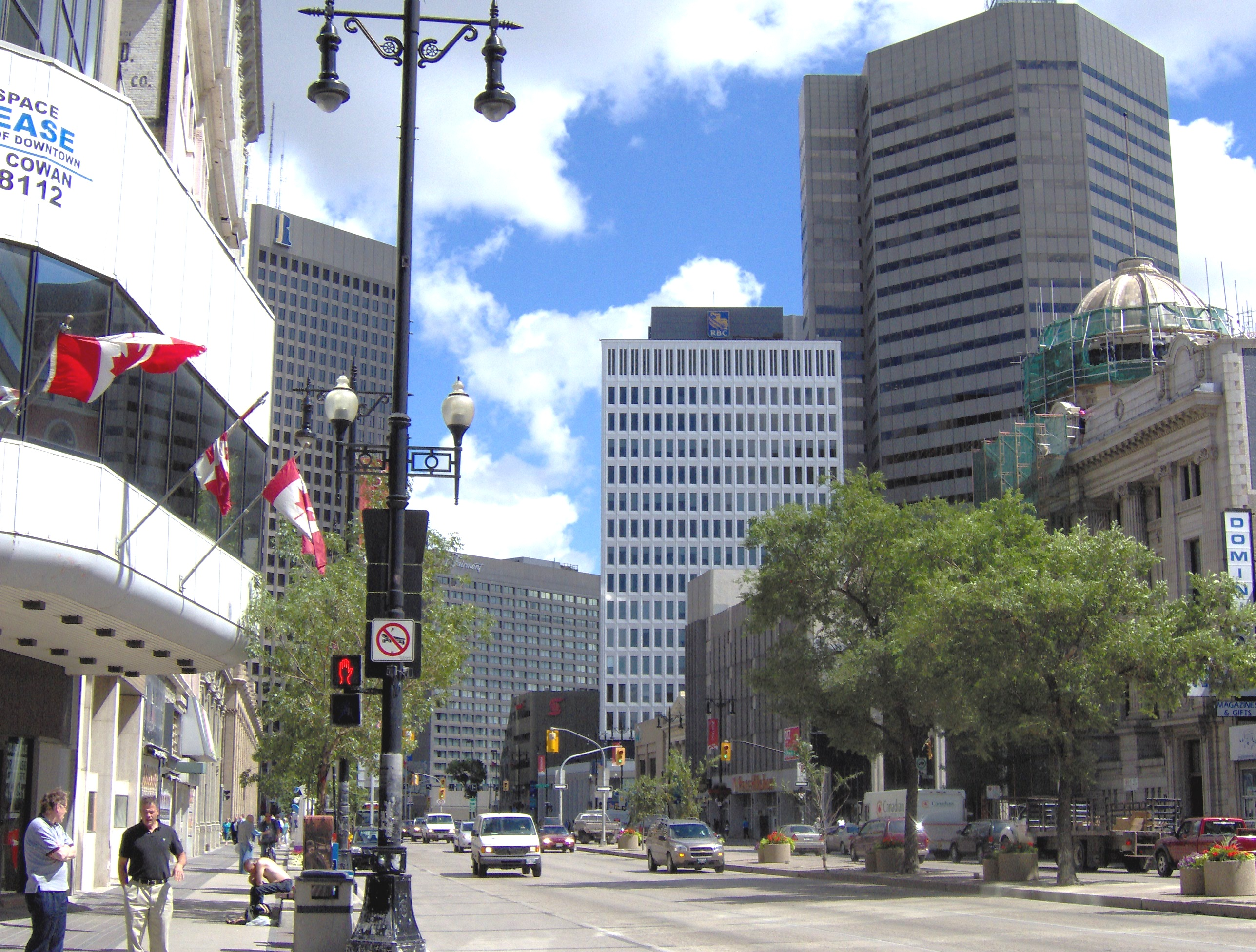
Rue Portage au sud-ouest du centre-ville, direction centre-ville.

Au kilomètre 318, la route croise la route périphérique de Winnipeg, la route 101 au nord, et la route 100 au sud. À l'échangeur, les automobilistes en transit peuvent emprunter la route 100 pour contourner Winnipeg. La route 1, quant à elle, suit l'avenue du Portage sur une dizaine de kilomètres, traversant une région urbanisée et passant au sud de l'Aéroport de Winnipeg. L'avenue du Portage est une artère commerciale très importante de Winnipeg, principale route collectrice du centre vers l'ouest de la ville.
Alors qu'elle approche du centre-ville, la route 1 emprunte Broadway, passant au sud du centre-ville, sur 2 km (1,2 mi). Elle bifurque ensuite la rue Main vers le sud, puis sur les rues St. Mary's et St. Annes alors qu'elle suit et traverse la rivière Rouge, ainsi que la rivière Assiniboine. Elle traverse ensuite le quartier Saint-Boniface, puis prend à gauche sur l'avenue Fermor (vers l'est). Elle suit cette avenue sur 10 km (6,2 mi), traversant l'est de la ville, plus industrialisée. Au kilomètre 348, elle croise à nouveau la route périphérique de Winnipeg,.

### Winnipeg à la frontière de l'Ontario

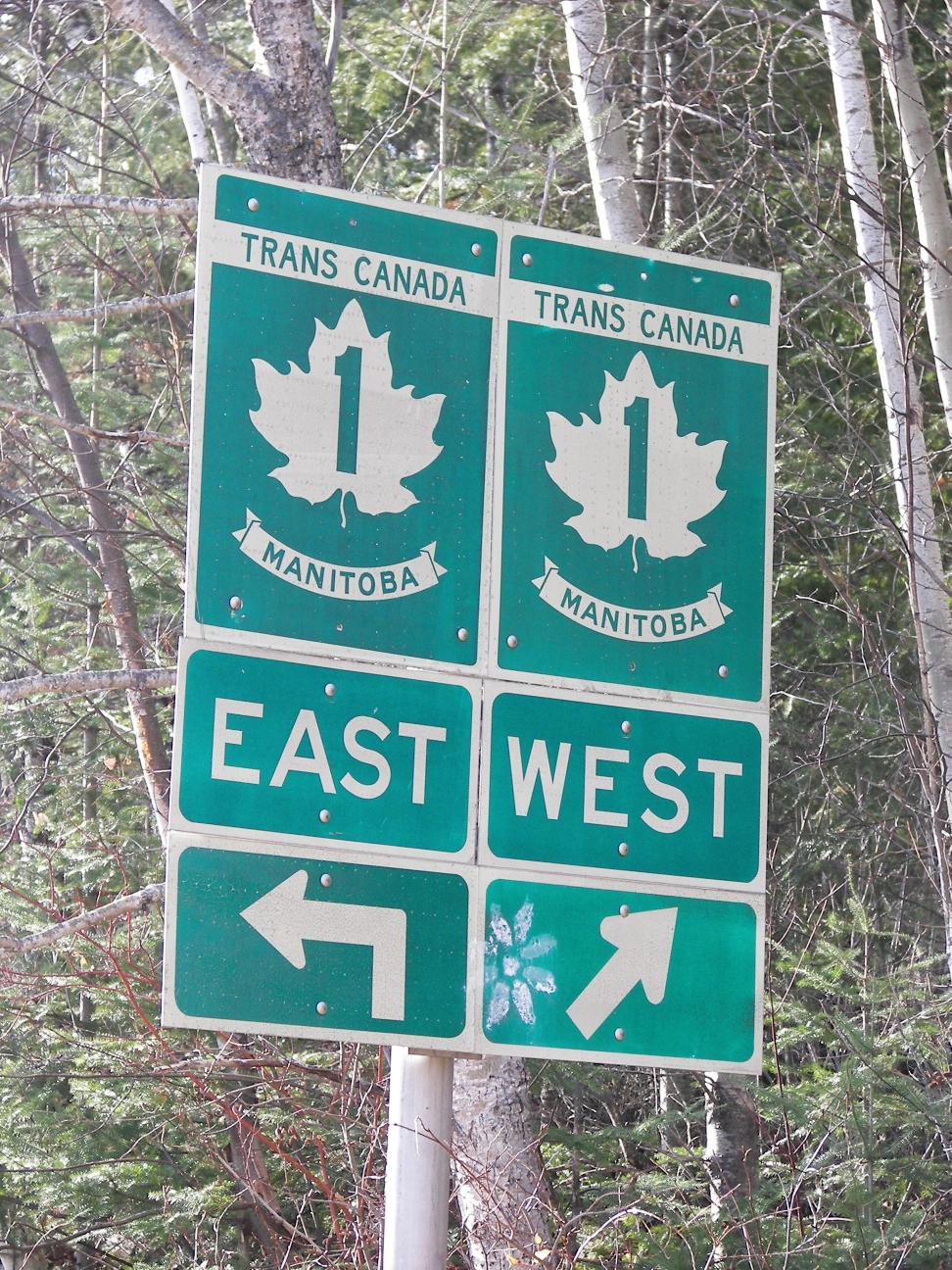
Signalisation vers la route 1.

Après son échangeur au sud-est de Winnipeg avec la route périphérique, la route 1 se dirige vers le sud-est sur 34 km (21 mi) et croise la route 12 au nord de Sainte-Anne. Elle courbe ensuite vers l'est sur 47 km (29 mi) et entre dans la Forêt provinciale de Sandilands. Au kilomètre 434, elle croise la route 11 vers Whitemouth. Elle continue ensuite de se diriger vers l'est sur 38 km (24 mi), en possédant des sections où le terre-plein s'élargit pour dépasser 1 km (0,6 mi) de largeur. Elle continue de traverser la forêt Sandilands et Whiteshell en passant dans une région plus forestière et montagneuse. Au kilomètre 372, elle devient une route à deux voies non séparées et entre dans le Parc provincial du Whiteshell.
La route croise la route 301 vers le lac Falcon, puis devient parallèle à celle-ci. Elle la traverse au kilomètre 384, puis possède un second échangeur, celui-ci avec la route 44. Elle passe par la suite au sud du lac West Hawk, puis 4 km (2,5 mi) à l'est de son échangeur avec la route 44, elle atteint la frontière avec l'Ontario. En Ontario, elle se poursuit comme route 17 vers Kenora, ville située à 50 km (31 mi) à l'est. Ce point marque également le terminus est du numéro de route 1 dans les provinces de l'ouest.

## Histoire
Les premières routes provinciales du Manitoba furent numérotées en 1926. L'ancienne route 1 était l'une des neuf autres routes quittant Winnipeg. Elle se distinguait toutefois des autres routes car elle quittait la ville à la fois vers l'ouest et vers l'est. Son ancien tracé empruntait plusieurs routes provinciales secondaires et principales déjà existantes. Celles-ci sont, d'ouest en est, la route 1A autour de Brandon, la route 351 passant à Carberry, la route 1A autour de Portage la Prairie, la route 26 entre Portage la Prairie et Lido Plage (Headingley), la route 59 du centre-ville de Winnipeg jusqu'à sa jonction avec la route 44 à Kirkness, puis la route 44 jusqu'au parc provincial du Whiteshell,,.
Au début des années 1950, la route 1 devint une route importante pour les provinces de l'ouest. La plupart des anciennes routes traversées par la 1 furent ré-numérotées comme route 4 dans le milieu des années 1960, et le numéro 1 fut donné à la présente route. En 1962, la Route Transcanadienne au Manitoba fut complétée, et la route 1 dans toutes les autres provinces de l'ouest fut incorporé dans le réseau routier transcanadien.
En 1955, la majorité du trafic passant directement dans le centre-ville de Winnipeg fut dévié sur la nouvelle route périphérique constituée des routes 100 (au sud) et 101 (au nord). Plus tard cette même année, la partie sud de la route périphérique, la route 100, fut incorporé à la Route transcanadienne.

### Histoire récente
Le 6 octobre 2006, la voie d'évitement et de contournement de Portage la Prairie fut fermée à la circulation pendant plus d'un an en raison d'un défaut de structure sur un pont traversant la ligne de chemin de fer CN, à l'est de la ville. Le 31 octobre 2007, un projet de 19 millions $ pour réparer le pont fut complété, et la voie d'évitement fut complètement ouverte à la circulation.
Le 25 octobre 2007, un chantier majeur provincial et fédéral fut achevé pour doubler la route 1 dans l'ouest du Manitoba, entre la frontière de la Saskatchewan et la ville de Hargrave, un chantier de 34 km (21 mi).
Le 9 avril 2008, le gouvernement du Manitoba a annoncé le début de la construction d'un nouvel échangeur entre la route 1 et la route 16, une branche de la Route Transcanadienne nommée la route Yellowhead, l'intersection située 14 kilomètres à l'ouest du centre-ville de Portage la Prairie,. L'option d'un nouvel échangeur a toutefois été remplacée par la possibilité de construire un carrefour giratoire à l'intersection.

## Limites de vitesse
Le 27 décembre 2008, le Manitoba Highway Traffic Board a approuvé une requête du gouvernement du Manitoba pour augmenter la limite de vitesse sur la Route transcanadienne au Manitoba à 110 km/h entre la frontière de la Saskatchewan et Winnipeg. La limite de vitesse fut augmentée le 1er juillet 2009, mais uniquement entre la frontière de la Saskatchewan et Virden, situé 40 kilomètres à l'est. Le 2 juin 2015, la limite de vitesse entre Virden et Headingley a été augmentée à 110 km/h sur la majeure partie du tracé.
- De la frontière de la Saskatchewan à Headingley – 110 km/h
- Virden – 80 km/h
- Brandon – 80 km/h
- Carberry – 100 km/h
- Portage la Prairie (voie d'évitement) – 100 km/h
- Elie – 80 km/h
- Headingley – 70 km/h
- Route périphérique de Winnipeg (Route 100) – 100 km/h
- Winnipeg City Route (route 1) — 
Portage Ave. – 60 km/h (centre-ville: 50 km/h)
Broadway – 50 km/h
Queen Elizabeth Way – 60 km/h
St. Mary's Road – 60 km/h
St. Annes Road – 60 km/h
Fermor Ave. (Jusqu'à Lagimodiere Blvd.) – 70 km/h
Fermor Ave. (Jusqu'à la route périphérique) – 90 km/h
- Est du Manitoba – 100 km/h
- À chaque feu de circulation – 80 km/h

## Intersections majeures
| Division                                                        | Ville                           | km     | Sortie                                              | Destinations                                                                            | Notes |
| --------------------------------------------------------------- | ------------------------------- | ------ | --------------------------------------------------- | --------------------------------------------------------------------------------------- | --- |
| No. 6                                                           |                                 | 0,00   |                                                     | SK-1 ouest – Regina                                                                     | Continue en Saskatchewan |
| No. 6                                                           | Kirkella                        | 5,50   |                                                     | PTH-41 nord – Saint-Lazare PR 542 sud – Kola                                            | Terminus sud de la PTH-41 Terminus nord de la PR 542 |
| No. 6                                                           | Elkhorn                         | 17,10  |                                                     | PR 256 (Cavendish Street) – Willen, Cromer, Elkhorn                                     | |
| No. 6                                                           |                                 | 34,80  |                                                     | PTH-83 nord – Birtle                                                                    | Terminus ouest du multiplex avec la PTH-83 |
| No. 6                                                           |                                 | 41,60  |                                                     | PTH-83 sud – Melita PR 259 est – Kenton                                                 | Terminus est du multiplex avec la PTH-83 Terminus ouest de la PR 259                                                                                     |
| No. 6                                                           |                                 | 46,60  |                                                     | PR 257 ouest – Kola                                                                     | Terminus est de la PR 257 |
| No. 6                                                           |                                 | 62,80  |                                                     | PR 254 sud – Oak Lake Beach                                                             | Terminus ouest du multiplex avec la PR 254 |
| No. 6                                                           | Oak Lake                        | 68,00  |                                                     | PR 254 nord                                                                             | Terminus est du multiplex avec la PR 254 |
| Limite No. 6–No. 7                                              | Griswold                        | 81,70  |                                                     | PTH-21 – Shoal Lake, Sioux Valley, Hartney                                              | |
| No. 7                                                           | Alexander                       | 94,90  |                                                     | PR 250 nord – Rivers                                                                    | Terminus ouest du multiplex avec la PR 250 |
| No. 7                                                           |                                 | 98,40  |                                                     | PR 250 sud – Souris                                                                     | Terminus est du multiplex avec la PR 250 |
| No. 7                                                           | Kemnay                          | 106,80 |                                                     | PTH-1A est (City Route) – Brandon                                                       | Terminus ouest de la PTH-1A |
| No. 7                                                           |                                 | 110,80 | Traverse la rivière Assiniboine                     | Traverse la rivière Assiniboine                                                         | Traverse la rivière Assiniboine |
| No. 7                                                           | Parc provincial de Grand Valley | 111,50 | —                                                   | PR 459 est (Grand Valley Road) – Parc provincial de Grand Valley, Brandon               | Échangeur |
| No. 7                                                           |                                 | 115,10 |                                                     | PR 270 nord – Rapid City, Rivers                                                        | Terminus sud de la PR 270 |
| No. 7                                                           | Brandon                         | 121,30 |                                                     | PTH-10 sud (18th Street) – Brandon, Boissevain                                          | Terminus ouest du multiplex avec la PTH-10 |
| No. 7                                                           |                                 | 123,00 |                                                     | PTH-1A ouest (City Route / First Street) – Brandon PTH-10 nord – Dauphin                | Terminus est du multiplex avec la PTH-10 |
| No. 7                                                           |                                 | 127,80 |                                                     | PTH-110 sud – Boissevain                                                                | Terminus nord de la PTH-110 |
| No. 7                                                           |                                 | 131,10 |                                                     | PR 468 – Justice, Chater                                                                | |
| No. 7                                                           |                                 | 140,00 |                                                     | PR 340 sud – Douglas                                                                    | |
| No. 7                                                           |                                 | 148,20 |                                                     | PR 464 nord – Brookdale                                                                 | |
| No. 7                                                           |                                 | 149,60 |                                                     | PR 351 est                                                                              | Terminus ouest de la PR 351 |
| No. 7                                                           |                                 | 164,60 |                                                     | PTH-5 – Neepawa, Carberry                                                               | |
| Limite No. 7–No. 8                                              |                                 | 182,70 |                                                     | PR 351 ouest – Melbourne                                                                | Terminus est de la PR 351 |
| No. 8                                                           | Sidney                          | 184,30 |                                                     | PR 352 – Firdale, Sidney                                                                | |
| No. 8                                                           | Austin                          | 196,40 |                                                     | PTH-34 – Gladstone, Holland                                                             | |
| No. 8                                                           | MacGregor                       | 210,00 |                                                     | PR 350 – Katrime, Lavenham, MacGregor                                                   | |
| No. 8                                                           | Bagot                           | 219,80 |                                                     | PR 242 – Westbourne, Treherme, Rossendale                                               | |
| No. 9                                                           |                                 | 231,30 |                                                     | PTH-16 ouest – Neepawa, Saskatoon PR 305 sud – Saint-Claude                             | Terminus ouest de la désignation de Route Yellowhead de la PTH-1; terminus ouest de la PTH-16; terminus nord de la PR 305                                |
| No. 9                                                           |                                 | 237,50 | Traverse la Portage Division                        | Traverse la Portage Division                                                            | Traverse la Portage Division |
| No. 9                                                           |                                 | 238,90 | —                                                   | PTH-1A est (City Route) – Portage la Prairie                                            | Échangeur |
| No. 9                                                           | Portage la Prairie              | 246,60 | —                                                   | PR 240 – Portage la Prairie, Saint-Claude                                               | Échangeur |
| No. 9                                                           |                                 | 250,70 | —                                                   | PTH-1A ouest (City Route) – Portage la Prairie                                          | Échangeur; pas de sortie en direction est |
| No. 9                                                           |                                 | 251,90 |                                                     | PTH-26 est (Assiniboine Trail) – Poplar Point                                           | |
| No. 9                                                           |                                 | 260,00 | Traverse la rivière Assiniboine                     | Traverse la rivière Assiniboine                                                         | Traverse la rivière Assiniboine |
| No. 9                                                           |                                 | 266,70 |                                                     | PTH-13 sud – Oakville, Carman PR 430 nord – Saint-Ambroise                              | Terminus nord de la PTH-13; terminus sud de la PR 430 |
| No. 10                                                          | Elie                            | 285,40 |                                                     | PR 248 – Saint-Eustache, Elie                                                           | |
| No. 10                                                          |                                 | 294,10 |                                                     | PR 332 sud – Dacotah, Starbuck                                                          | Terminus nord de la PR 332 |
| No. 10                                                          |                                 | 301,50 |                                                     | PR 424                                                                                  | |
| No. 10                                                          |                                 | 303,10 | Traverse la rivière Assiniboine                     | Traverse la rivière Assiniboine                                                         | Traverse la rivière Assiniboine |
| No. 10                                                          |                                 | 303,90 |                                                     | R-26 ouest (Assiniboine Trail) – Saint-François-Xavier                                  | |
| No. 11                                                          | Headingley                      | 311,00 |                                                     | PR 334 nord (Dodds Road)                                                                | Terminus ouest du multiplex avec la PR 334 |
| No. 11                                                          | Headingley                      | 311,40 |                                                     | PR 334 sud (Bridge Road) – Sanford                                                      | Terminus est du multiplex avec la PR 334 |
| No. 11                                                          | Winnipeg                        | 317,00 | 318                                                 | Perimeter Highway (PTH-100 est / PTH-101 nord) / Route 85 est (Portage Avenue) – Kenora | Terminus ouest du multiplex avec la Route 85; indiqué sortie 318A (est) et 318B (nord); sortie 42 de la PTH-100 / PTH-101                                |
| No. 11                                                          | Winnipeg                        | 321,70 |                                                     | Route 96 sud (Moray Street)                                                             | |
| No. 11                                                          | Winnipeg                        | 326,00 |                                                     | Route 90 (Century Street) – Aéroport                                                    | Échangeur |
| No. 11                                                          | Winnipeg                        | 326,50 |                                                     | Empress Street – Polo Park                                                              | Échangeur; accès à la Route 90 nord en direction est |
| No. 11                                                          | Winnipeg                        | 329,00 |                                                     | Route 85 est (Portage Avenue) / Broadway                                                | PTH-1 emprunte Broadway; terminus est du multiplex avec la Route 85                                                                                      |
| No. 11                                                          | Winnipeg                        | 329,30 |                                                     | Route 70 sud (Maryland Street)                                                          | Paire de rues à sens unique |
| No. 11                                                          | Winnipeg                        | 329,50 |                                                     | Route 70 nord (Sherbrook Street)                                                        | Paire de rues à sens unique |
| No. 11                                                          | Winnipeg                        | 330,10 |                                                     | Route 62 (Osborne Street)                                                               | |
| No. 11                                                          | Winnipeg                        | 330,90 |                                                     | Route 42 sud (Donald Street)                                                            | Paire de rues à sens unique |
| No. 11                                                          | Winnipeg                        | 331,00 |                                                     | Route 42 nord (Smith Street)                                                            | Paire de rues à sens unique |
| No. 11                                                          | Winnipeg                        | 331,30 |                                                     | Route 52 (Main Street)                                                                  | PTH-1 emprunte Main Street sud; terminus ouest du multiplex avec la Route 52                                                                             |
| No. 11                                                          | Winnipeg                        | 331,70 | Traverse la rivière Assiniboine                     | Traverse la rivière Assiniboine                                                         | Traverse la rivière Assiniboine |
| No. 11                                                          | Winnipeg                        | 331,90 |                                                     | River Avenue (via Stradbrook Avenue)                                                    | Pas d'accès vers direction ouest |
| No. 11                                                          | Winnipeg                        | 332,10 | Traverse la rivière Rouge                           | Traverse la rivière Rouge                                                               | Traverse la rivière Rouge |
| No. 11                                                          | Winnipeg                        | 332,30 |                                                     | Route 115 est (Marion Street)                                                           | Pas d'accès vers direction est |
| No. 11                                                          | Winnipeg                        | 334,70 |                                                     | Route 52 sud (St. Mary's Road) / Route 150 sud (St. Anne's Road)                        | PTH-1 emprunte St. Anne's Road; terminus est du multiplex avec la Route 52; terminus ouest du multiplex avec la Route 150; terminus nord de la Route 150 |
| No. 11                                                          | Winnipeg                        | 335,90 |                                                     | Route 135 ouest (Fermor Avenue) / Route 150 sud (St. Anne's Road)                       | PTH-1 emprunte Fermor Avenue; terminus est du multiplex avec la Route 150; terminus ouest du multiplex avec la Route 135                                 |
| No. 11                                                          | Winnipeg                        | 337,20 |                                                     | Route 30 nord (Archibald Street)                                                        | |
| No. 11                                                          | Winnipeg                        | 337,90 |                                                     | PTH-59 / Route 20 (Lagimodiere Boulevard)                                               | |
| No. 11                                                          | Winnipeg                        | 339,50 |                                                     | Route 135 termine                                                                       | Terminus est du multiplex avec la Route 135 |
| No. 12                                                          |                                 | 342,50 | —                                                   | Plessis Road nord                                                                       | Échangeur |
| No. 12                                                          |                                 | 347,00 | 348                                                 | Perimeter Highway (PTH-100 ouest / PTH-101 nord) – Brandon                              | Indiqué sortie 348A (ouest) et 348B (nord); sortie 1 de la PTH-100 / PTH-101                                                                             |
| No. 12                                                          |                                 | 347,60 | Traverse le Canal de dérivation de la rivière Rouge | Traverse le Canal de dérivation de la rivière Rouge                                     | Traverse le Canal de dérivation de la rivière Rouge |
| No. 12                                                          | Deacon's Corner                 | 349,50 |                                                     | PR 207 – Lorette                                                                        | |
| No. 2                                                           |                                 | 357,40 |                                                     | PR 206 nord – Dugald, Oakbank                                                           | Terminus ouest du multiplex avec la PR 206 |
| No. 2                                                           |                                 | 359,40 |                                                     | PR 206 sud – Landmark                                                                   | Terminus est du multiplex avec la PR 206 |
| No. 2                                                           |                                 | 363,30 |                                                     | PR 501 est (Rosewood Road)                                                              | |
| No. 2                                                           |                                 | 367,30 |                                                     | PR 207 (Dawson Road) – Dufresne                                                         | |
| No. 2                                                           |                                 | 374,20 | 375                                                 | PTH-12 (MOM's Way) – Beauséjour, Steinbach, Sainte-Anne                                 | Échangeur; indiqué sortie 375A (sud) et 375B (nord) |
| No. 2                                                           | La Coulée                       | 382,50 |                                                     | PR 207 ouest (Dawson Road)                                                              | Terminus est de la PR 207 |
| No. 2                                                           | Richer                          | 389,00 |                                                     | PR 302 – Ross, Richer                                                                   | |
| No. 1                                                           |                                 | 429,00 |                                                     | PTH-11 nord – Lac-du-Bonnet, Hadashville                                                | Terminus sud de la PTH-11 |
| No. 1                                                           |                                 | 431,10 |                                                     | PR 503 est (Old Dawson Trail)                                                           | Terminus ouest de la PR 503 |
| No. 1                                                           | Prawda                          | 437,20 |                                                     | PR 506 nord                                                                             | Terminus sud de la PR 506 |
| No. 1                                                           |                                 | 451,00 |                                                     | PR 308 sud – East Braintree                                                             | Terminus nord de la PR 308 |
| No. 1                                                           |                                 | 468,30 | Entrée dans le Parc provincial du Whiteshell        | Entrée dans le Parc provincial du Whiteshell                                            | Entrée dans le Parc provincial du Whiteshell |
| No. 1                                                           | Falcon Lake                     | 473,60 | —                                                   | PR 301 est – Falcon Lake                                                                | Terminus ouest de la PR 301; échangeur |
| No. 1                                                           |                                 | 484,70 | —                                                   | PTH-44 ouest – West Hawk Lake                                                           | Terminus est de la PTH-44 |
| No. 1                                                           |                                 | 488,80 |                                                     | Route 17 est – Kenora                                                                   | Continue en Ontario |
| - Terminus de multiplex - Accès incomplet - Transition de route |                                 |        |                                                     |                                                                                         | |